# 短茎紫菀
短茎紫菀（学名：Aster brevis）为菊科紫菀属的植物，为中国的特有植物。分布在中国大陆的云南等地，生长于海拔3,900米的地区，多生于高山上，目前尚未由人工引种栽培。